# Junghuhnia kotlabae
Junghuhnia kotlabae är en svampart som beskrevs av Pouzar 2003. Junghuhnia kotlabae ingår i släktet Junghuhnia och familjen Meruliaceae.   Inga underarter finns listade i Catalogue of Life.